# Collegio plurinominale Piemonte 2 - 02 (2020)
Il collegio elettorale plurinominale Piemonte 2 - 02 è un collegio elettorale plurinominale della Repubblica italiana per l'elezione della Camera dei deputati.

## Territorio
Come previsto dalla legge n. 51 del 27 maggio 2019, il collegio è stato definito tramite decreto legislativo all'interno della circoscrizione Piemonte 2.
Il collegio comprende la zona definita dai tre collegi uninominali Piemonte 2 - 01 (Alessandria), Piemonte 2 - 04 (Asti) e Piemonte 2 - 05 (Cuneo) e comprende quindi il territorio delle province di Alessandria, Asti e Cuneo.

## XIX legislatura

### Risultati elettorali
|                               | Fratelli d'Italia                                       | 176 176 | 30,03 | 2 | 310 925 | 53,00 | 3 |  |  |
|                               | Lega per Salvini Premier                                | 76 184  | 12,99 | 1 | 310 925 | 53,00 | 3 |  |  |
|                               | Forza Italia                                            | 54 392  | 9,27  | 1 | 310 925 | 53,00 | 3 |  |  |
|                               | Noi Moderati                                            | 4 173   | 0,71  | – | 310 925 | 53,00 | 3 |  |  |
|                               | Partito Democratico - Italia Democratica e Progressista | 103 916 | 17,71 | 1 | 145 639 | 24,82 | – |  |  |
|                               | +Europa                                                 | 21 571  | 3,68  | – | 145 639 | 24,82 | – |  |  |
|                               | Alleanza Verdi e Sinistra                               | 17 697  | 3,02  | – | 145 639 | 24,82 | – |  |  |
|                               | Impegno Civico – Centro Democratico                     | 2 455   | 0,42  | – | 145 639 | 24,82 | – |  |  |
|                               | Azione - Italia Viva                                    | 50 960  | 8,69  | 1 | 50 960  | 8,69  | – |  |  |
|                               | Movimento 5 Stelle                                      | 47 333  | 8,07  | 1 | 47 333  | 8,07  | – |  |  |
|                               | Italexit                                                | 15 346  | 2,62  | – | 15 346  | 2,62  | – |  |  |
|                               | Italia Sovrana e Popolare                               | 9 423   | 1,61  | – | 9 423   | 1,61  | – |  |  |
|                               | Unione Popolare                                         | 7 060   | 1,20  | – | 7 060   | 1,20  | – |  |  |
| Totale                        | Totale                                                  | 586 686 | 100   | 7 | 586 686 | 100   | 3 |  |  |
|                               |                                                         |         |       |   |         |       |   |  |  |
| Voti non validi               | Voti non validi                                         | 31 614  | 5,11  |   |         |       |   |  |  |
| Votanti                       | Votanti                                                 | 618 300 | 67,29 |   |         |       |   |  |  |
| Elettori                      | Elettori                                                | 918 873 |       |   |         |       |   |  |  |
|                               |                                                         |         |       |   |         |       |   |  |  |
| Data: 25 settembre 2022       |                                                         |         |       |   |         |       |   |  |  |
| Fonte: Ministero dell'interno |                                                         |         |       |   |         |       |   |  |  |

### Eletti

#### Eletti nei collegi uninominali
Eletti nella coalizione di centro-destra (FdI - Lega - FI - NM)
| Collegio uninominale | Eletto | Eletto            | Partito           |
| -------------------- | ------ | ----------------- | ----------------- |
| 1. Alessandria       |        | Riccardo Molinari | Lega              |
| 4. Asti              |        | Marcello Coppo    | Fratelli d'Italia |
| 5 . Cuneo            |        | Monica Ciaburro   | Fratelli d'Italia |

#### Eletti nella quota proporzionale
| Fratelli d'Italia             | Partito Democratico-IDP | Lega            | Forza Italia       | Azione - Italia Viva | Movimento 5 Stelle |
| ----------------------------- | ----------------------- | --------------- | ------------------ | -------------------- | ------------------ |
|                               |                         |                 |                    |                      |                    |
| Vincenzo Amich Fabrizio Comba | Chiara Gribaudo         | Andrea Giaccone | Matilde Siracusano | Luigi Marattin       | Chiara Appendino   |

1. ↑  In data 09.09.2024 aderisce al gruppo misto-NI.